# Агаллоховое дерево
Агаллоховое дерево, или Эксцекария агаллоха (лат. Excoecaria agallocha) — ядовитое мангровое дерево, вид рода Эксцекария (Excoecaria) семейства Молочайные. Древесина используется в медицине, строительстве.

## Места произрастания

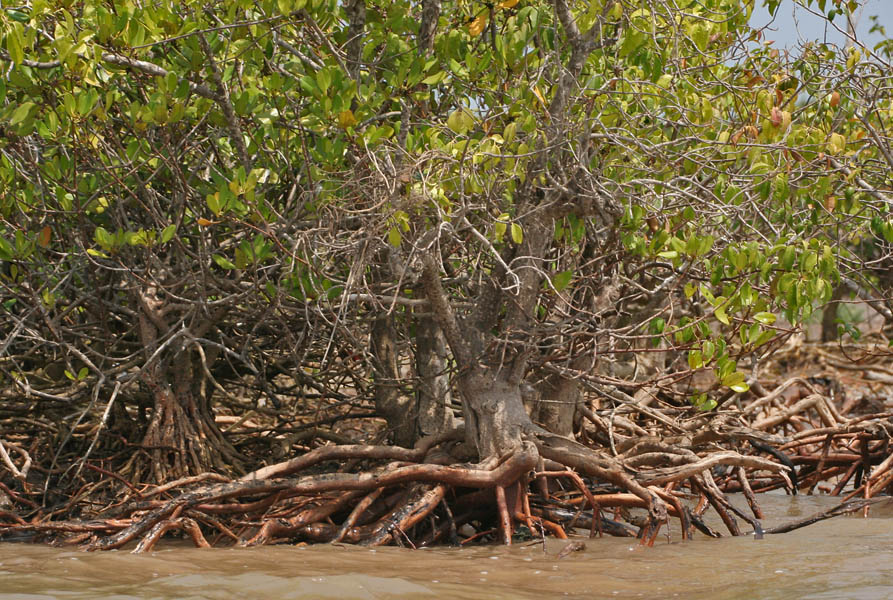
Заросли агаллохового дерева. Индия, Андхра-Прадеш

Основными местами произрастания являются Юго-Восточная Азия, Бангладеш, Бутан, Мьянма, Китай, Вьетнам, Камбоджа, Индия (предгорья Гималаев).

## Токсичность
Млечной сок растения Excoecaria agallocha сильно ядовит и обладает сильным раздражающим действием, что является обычным явлением для многих растений из семейства Молочайных. Контакт с кожей вызывает раздражение и быстрое образование волдырей. Вытекая при надрезе коры сильной струёй, может попасть на слизистую оболочку глаза, что вызывает сильное воспаление и может привести к полной слепоте.
Уильям Блай в своей книге «Путешествие в Южное море» упомянул, что он уже знал об этой опасности, когда отправился в путешествие, закончившееся печально известным мятежом на «Баунти», узнав о нем в 1777 году от капитана Джеймса Кука в то время, когда он служил штурманом Кука. Несколько человек, которых Кук отправил на берег рубить дрова, на какое-то время ослепли из за попадания едкого млечного сока агаллохового дерева. Соответственно, он проинструктировал своих людей не рубить этот тип дерева, когда отправил их на берег Таити за дровами и водой в 1789 году . Это было хорошо, что он сделал это, потому что даже дым от горящего агаллохового дерева ядовит и может навредить глазам, так что в качестве топлива это было бы бесполезно.

## Химический состав
Растение содержит ядовитые соединения, которые нужны для защиты от повреждений животными; к ним относятся некоторые виды дитерпеноидов, тритерпеноидов и флавоноидов. Растение содержит танины — вещества, обладающее существенной биологической активностью.

## Использование Агаллохового дерева для имитации (подделки) Агарового дерева
В настоящее время происходит преднамеренная замена ценного парфюмерного сырья и источник эфирного масла уда — агарового дерева на ядовитое агаллоховое дерево, которым имитируют ценную древесину.
Масло агарового дерева (Аквиларии) является результатом защитного механизма этого растения. После повреждения грибком в месте поражения начинается выработка смолы, которая со временем насыщает древесину, образуя ценное агаровое масло. Время созревания эфирного масла может занимать от нескольких десятилетий до сотен лет.
Масло агарового дерева или иначе эфирное масло Уд, производиться вовсе не Агаллоховым деревом или Эксцекарией агаллохой, а совершенно другим не родственным видом деревьев из рода Аквилария (Aquilaria), из совершенно другого семейства. Названия деревьев похожие: Агаллоховое дерево (Excoecaria agallocha) и Алойное дерево, оно же агаровое дерево (Aquilaria agallocha). Алойное дерево не ядовито и не выделяет млечный сок, более того его целебные свойства известны в традиционной медицине стран востока и целый ряд экспериментальных работ подтверждает медицинские перспективы деревьев рода Аквилария. Путаница произошла потому, что из-за дороговизны драгоценного алойного (оно же агаровое дерево, аквилария) в Европу и Ближний Восток часто возили подделки, в качестве которых к сожалению не редко применялись ядовитые деревья, в том числе и ядовитое Агаллоховое дерево (оно же слепое дерево). В настоящее время Агаллоховое дерево известно как поддельное Агаровое дерево, потому что древесина его похожа по структуре на древесину дорогого и целебного Агарового дерева (Аквиларии). Агаровое дерево — это ценное благовоние, которое возжигают как один из видов бахура, и его дым используется в народной медицине для лечения суставов и ревматизма. Если использовать ядовитое агаллоховое дерево за место агарового дерева, то можно получить отравление и даже слепоту. Отравляющими свойствами обладает даже дым агаллохового дерева.